# Acanthobrama
Acanthobrama is een geslacht van straalvinnige vissen uit de familie van karpers (Cyprinidae). De wetenschappelijke naam van het geslacht is voor het eerst geldig gepubliceerd in 1843 door Heckel.

## Soorten
De volgende soorten zijn bij het geslacht ingedeeld:
- Acanthobrama centisquama (Heckel, 1843)
- Acanthobrama hadiyahensis (Coad, Alkahem & Behnke, 1983)
- Acanthobrama hulensis (Goren, Fishelson & Trewavas, 1973)
- Acanthobrama lissneri (Tortonese, 1952)
- Acanthobrama marmid (Heckel, 1843)
- Acanthobrama microlepis (De Filippi, 1863)[2]
- Acanthobrama orontis (Berg, 1949)
- Acanthobrama persidis (Coad, 1981)[3]
- Acanthobrama telavivensis (Goren, Fishelson & Trewavas, 1973)
- Acanthobrama terraesanctae (Steinitz, 1952)
- Acanthobrama thisbeae (Freyhof & Özulug, 2014)
- Acanthobrama tricolor (Lortet, 1883)
- Acanthobrama urmianus (Günther, 1899)[4]